# Wyssachen (Fluss)
Die Wyssachen, auch Wissachen geschrieben, ist ein etwa fünf Kilometer und mit seinem Oberlauf Mannshusbach acht Kilometer langer, südlicher und rechter Zufluss des Rotbachs im Berner Oberaargau.

## Name
Der Name ist eine Bildung aus dem althochdeutschen Adjektiv wīz (> mittelhochdeutsch wīz «weiss, glänzend») und dem althochdeutschen Gattungswort aha, mittelhochdeutsch ahe «Wasser, Fluss»; also bedeutet Wyssachen daraus folgend «Weisser Bach».
Ausserdem heisst auch das Dorf Wyssachen, durch welches der Bach fliesst, genauso.

## Geographie

### Verlauf

#### Quellbäche
Die beiden Quellbäche Mannshusbach und Tönibach, der in der Nähe der Fritzenfluh entspringt, fliessen bei der Gersbergmatte zusammen, was auch auf dem Gemeindewappen von Wyssachen in Form einer Deichsel sichtbar ist.

##### Mannshusbach
Der Mannshusbach ist der etwa 3 Kilometer lange, westsüdwestliche und linke Quellbach der Wyssachen. Mit 3,47 km² ist sein Einzugsgebiet grösser als des rechten Quellbachs, womit er höchstwahrscheinlich ein Teil von deren hydrologischen Hauptstrang ist.
Er entspringt  auf einer Höhe von 916,6 m ü. M.

##### Tönibach
Der Tönibach ist der etwa 2,1 Kilometer lange, südsüdöstliche und rechte Quellbach der Wyssachen. Mit seinem kleineren Einzugsgebiet  von 1,54 km² ist er wohl ein Nebenstrang der Wyssachen.
Er entspringt  auf einer Höhe von 957,5 m ü. M.

#### Weiterer Verlauf
Die Wyssachen entsteht südlich des Dorfes Wyssachen auf einer Höhe von 719 m ü. M. durch den Zusammenfluss des Mannshusbachs mit dem Tönibach. Nach ihrer Entstehung fliesst sie in nördlicher Richtung durch Wyssachen und danach weiter nach Dürrenbühl. Nun schlängelt sie sich zum Weiler Schwarzenbach (Huttwil) und dort am Sportzentrum vorbei. Wenig später mündet sie dann in der Nähe der Buebeglungge auf einer Höhe 616,4 m ü. M. von rechts in den Rotbach.
Der insgesamt etwa 8 km lange Lauf der Wyssachen endet ungefähr 300 Höhenmeter unterhalb der Quelle ihres Oberlaufs Mannshusbach, sie hat somit ein mittleres Sohlgefälle von etwa 37 ‰.

### Einzugsgebiet
Das 12,32 km² grosse Einzugsgebiet der Wyssachen liegt im Oberaargau und wird durch sie über den Rotbach, die Langete, die Murg, die Aare und den Rhein zur Nordsee entwässert. Es beinhaltet Gebiete in Wyssachen und Huttwil.
Das Einzugsgebiet besteht zu 19,8 % aus bestockter Fläche, zu 71,8 % aus Landwirtschaftsfläche, zu 7,9 % aus Siedlungsfläche und zu 0,5 % aus unproduktiven Flächen.
Die Flächenverteilung
Die mittlere Höhe des Einzugsgebietes beträgt 774,3 m ü. M. Die höchste Erhebung ist der Hornbachegg mit einer Höhe von 1023 m ü. M. im Süden des Einzugsgebietes.

### Zuflüsse
Vom Zusammenfluss bis zur Mündung
- Mannshusbach (linker Quellbach, Hauptstrang), 3,0 km, 3,47 km²
- Tönibach (recher Quellbach, Nebenstrang), 2,1 km, 1,54 km²
- Neuhuserbächli (rechts), 0,7 km
- Hägsbachbächli (links), 2,1 km, 1,61 km²
- Bürlerbächli (rechts), 0,5 km
- Mittwuchlochbach (rechts), 1,2 km, 0,9 km²

## Hydrologie
Bei der Mündung der Wyssachen in den Rotbach beträgt ihre modellierte mittlere Abflussmenge (MQ) 280 l/s. Ihr Abflussregimetyp ist pluvial supérieur und ihre Abflussvariabilität beträgt 24.